# 真締川
真締川（まじめがわ）は、山口県宇部市を流れる二級水系の本流。

## 地理

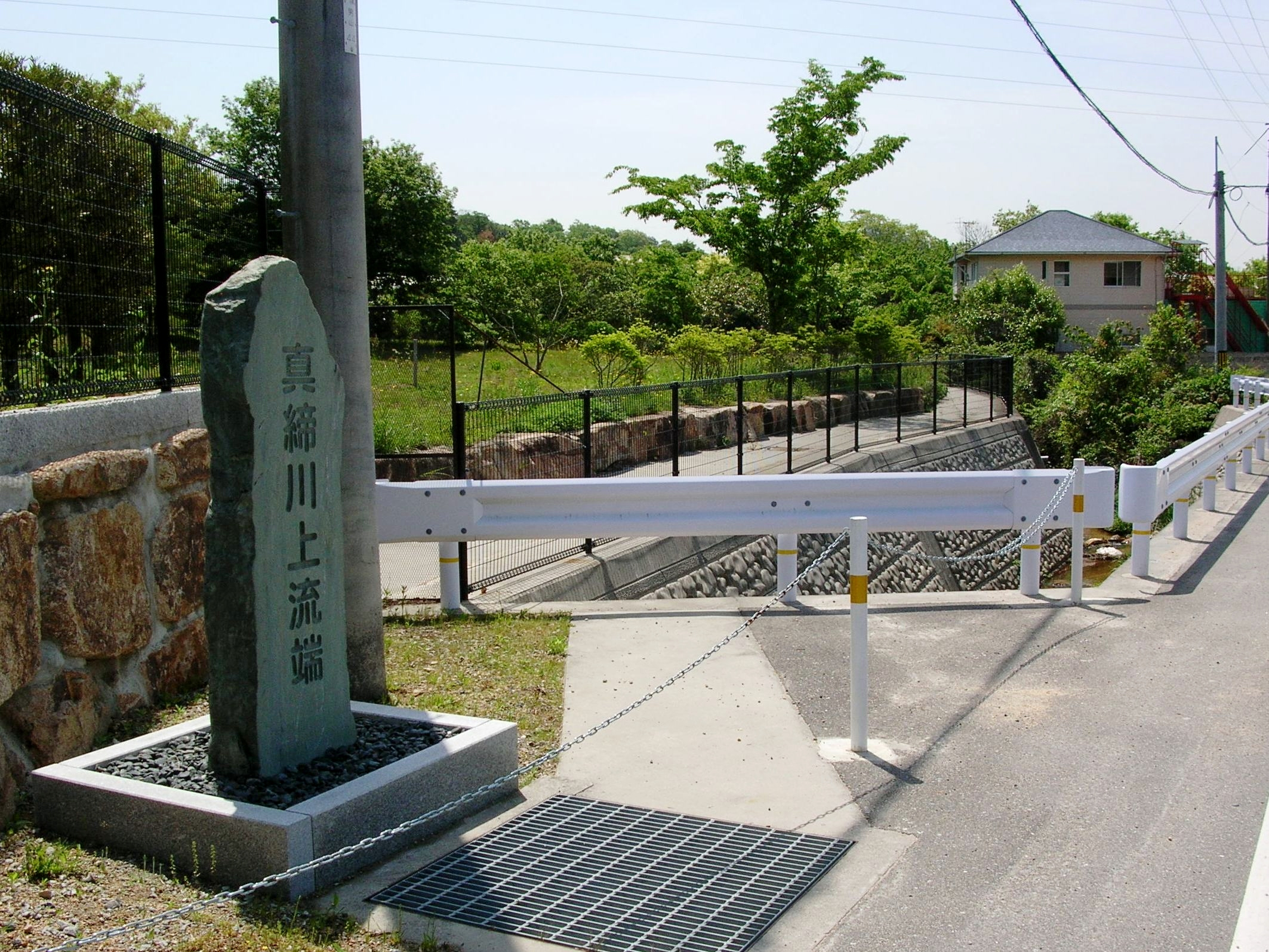
上流端の碑

山口県宇部市の男山（霜降山）に発し、未来湖（真締川ダム）を経て、戸石川などを合わせた後、宇部市の中心市街地を南下し周防灘へ注ぐ。
かつて真締川は「宇部本川」と呼ばれ、樋之口でほぼ直角に西へ曲がり、犬尾の海岸へと注いでいた。このため、周囲の湿地帯は水はけが悪く頻繁に河川の氾濫が発生し、有効的な土地利用が行われす荒地となっていた。1791年（寛政3年）に宇部村の領主となった福原房純はこの問題を解消するべく、1797年（寛政9年）に「宇部本川」を改修し直線状の流路とする事業を計画し、工事に着手した。工事には延べ約16,000人が携わり、翌1798年（寛政10年）に延長約1,030mにおよぶ新たな流路が完成した。1801年（享和元年）、福原は改築により出来た新しい川を「新川」と命名し、同年4月10日には河川の守護と地域商業の発展を願って、左岸の市街地（現在の宇部市新天町）に「中津瀬神社」を建立した。
明治以降、沖ノ山炭鉱をはじめとする炭鉱群（宇部炭鉱）で採炭がはじまり、河口付近に石炭積出港として宇部港が築港され、周辺地域の市街化が進んだ。「新川」はしだいに地域名称となり、下流部両岸に新たに形成された市街地は、宇部村（現宇部市）の中心地であった「上宇部地区」に対して「新川地区」と称された。一方、川の名前は「新川の間を占める」ことから「間占川（まじめがわ）」と呼ばれるようになり、これが転じて現在の名称である「真締川」となった。
市街地部分は両岸に真締川公園が整備されており、1991年度（平成3年度）の都市景観100選に「真締川周辺地区」として選定された。
2009年（平成21年）には、上流域の宇部市川上に治水ダムである「真締川ダム」が完成した。

## 支流
- 戸石川
- 塩田川

## 流域の自治体
山口県
宇部市

## 主な橋梁
上から順に上流方面から。（）内は交差する道路及び鉄道路線。
- 石田橋（市道）
- 宇部大橋（市道）
- 樋之口橋（山口県道342号琴芝際波線）
- 宇部線橋梁（JR西日本宇部線）
- 寿橋（市道）
- 緑橋（市道、橋の西側は相生町商店街）
- 新川大橋（国道190号）

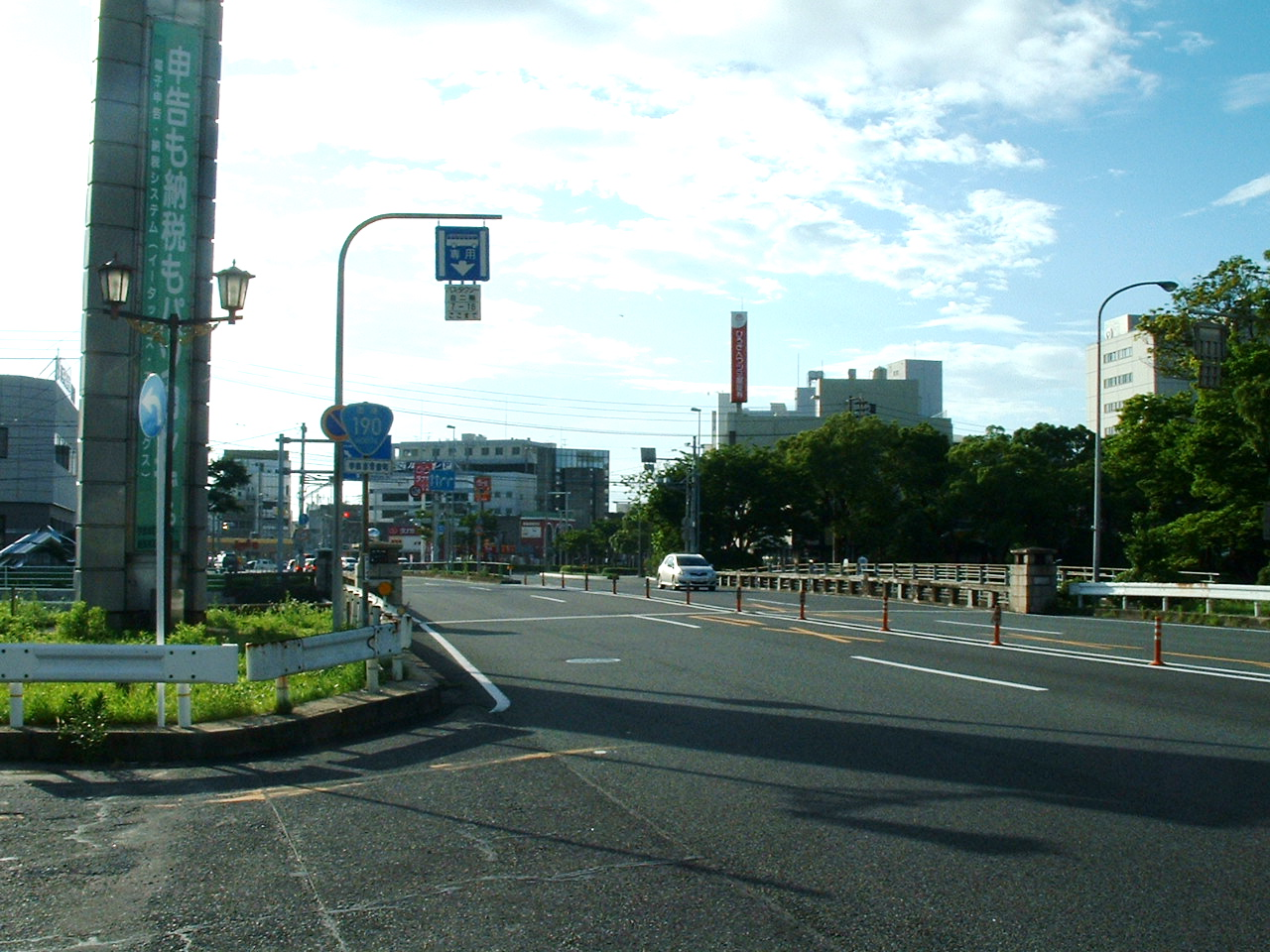
新川大橋

- 新川橋（かつては国道190号だったが、新川大橋完成に伴い歩行者専用道路となった。）
- 新錦橋（市道、橋の東側は新天町名店街）
- 錦橋（市道）
- 真締大橋（市道）